# Panjab University

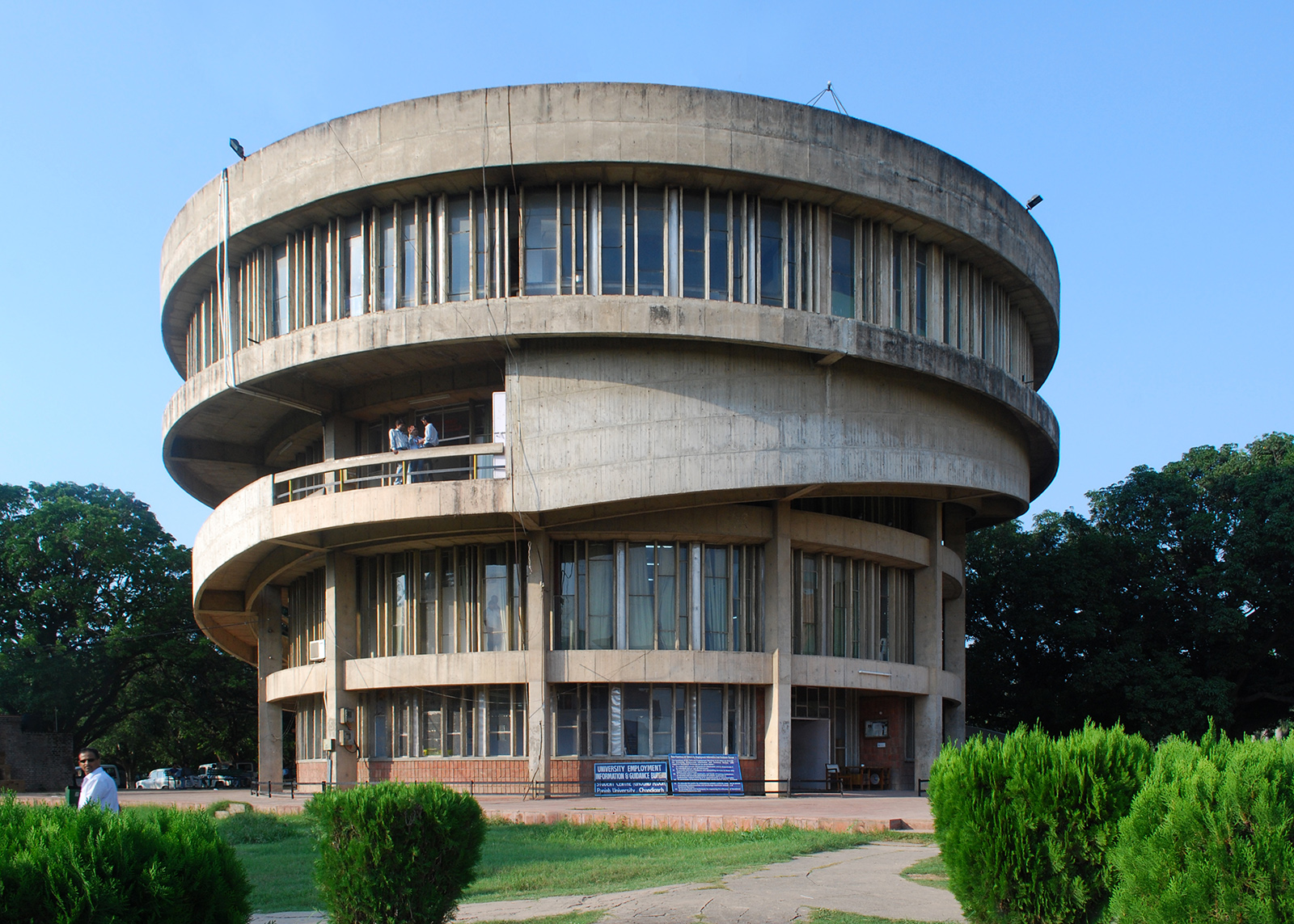
Studentenzentrum

Die Panjab University ist eine staatliche Universität in Chandigarh, der Hauptstadt der indischen Bundesstaaten Punjab und Haryana.

## Geschichte
Die Ursprünge gehen auf die 1882 gegründete University of the Punjab in Lahore im heutigen Pakistan zurück. Die Hochschule war die vierte Universitätsgründung in Britisch-Indien nach der University of Mumbai, University of Calcutta und University of Madras. Sie fällt in die Amtszeit des Gouverneurs Charles Aitchison. Nach der Teilung Indiens 1947 kam der westliche Punjab mit der Provinzhauptstadt Lahore damit auch die Hochschule zu Pakistan. Daher wurde 1956 die Panjab University als indische Nachfolgehochschule in Chandigarh neu gegründet.

## Fakultäten
- Design und Schöne Künste
- Ingenieurwesen und Technologie
- Künste
- Landwirtschaft
- Medizin
- Naturwissenschaften
- Pädagogik
- Pharmazie
- Rechtswissenschaften
- Sprachen
- Wirtschaftswissenschaften und Handel

## Berühmte Absolventen
- Manmohan Singh (1932–2024), indischer Premierminister
- Vandana Shiva (* 1952), Umweltaktivistin